# Michel Rufin
Pour les articles homonymes, voir Rufin.
Michel Rufin, né le 12 août 1920 à Verdun et mort le 27 mars 2002 à Verdun, est un homme politique français.

## Biographie
Michel Rufin est résistant dans la Meuse.
Il est licencié en droit, ancien élève de l'École libre des Sciences politiques de Paris (Sciences Po).
Par suite de problèmes de santé, il s'éloigne peu à peu de la politique et décide de ne pas se représenter à ses différents mandats.

## Distinctions
- Officier de la Légion d'honneur
- Officier des Palmes académiques
- Croix de guerre 1939-1945
- Médaille de la Résistance

## Détail des fonctions et mandats

### Mandats parlementaires
Sénat
- 25 septembre 1983 - 27 septembre 1992 : sénateur de la Meuse.
- 27 septembre 1992 - 30 septembre 2001 : sénateur de la Meuse.

### Mandats locaux
Conseil régional
- 1983 – 1986 : conseiller régional de Lorraine

Conseil général
- 27 avril 1958 - 15 mars 1964 : conseiller général du canton de Clermont-en-Argonne
- 15 mars 1964 - 30 septembre 1970 : conseiller général du canton de Clermont-en-Argonne
- 30 septembre 1970 - 14 mars 1976 : conseiller général du canton de Clermont-en-Argonne
- 14 mars 1976 - 21 mars 1982 : conseiller général du canton de Clermont-en-Argonne
- 21 mars 1982 - 2 octobre 1988 : conseiller général du canton de Clermont-en-Argonne
- 2 octobre 1988 - 27 mars 1994 : conseiller général du canton de Clermont-en-Argonne

Mairie
- octobre 1947 - mai 1953 : maire de Clermont-en-Argonne
- mai 1953 - mars 1959 : maire de Clermont-en-Argonne
- mars 1959 - mars 1965 : maire de Clermont-en-Argonne
- mars 1965 - mars 1971 : maire de Clermont-en-Argonne
- mars 1971 - mars 1977 : maire de Clermont-en-Argonne
- mars 1977 - mars 1983 : maire de Clermont-en-Argonne
- mars 1983 - mars 1989 : maire de Clermont-en-Argonne
- mars 1989 - juin 1995 : maire de Clermont-en-Argonne